# Wereldkampioenschap volleybal vrouwen
Het wereldkampioenschap volleybal voor vrouwen is het tweejaarlijkse   mondiaal kampioenschap voor landenteams. Het toernooi wordt georganiseerd door de Fédération Internationale de Volleyball en werd voor het eerst in 1952 gehouden.

## Geschiedenis
De eerste editie van het WK voor vrouwen vond plaats in 1952 in de Sovjet-Unie. Het gastland werd ook meteen de eerste wereldkampioen. In totaal wonnen de Sovjets vijf keer het wereldkampioenschap, waardoor ze meer dan twintig jaar na het uiteenvallen van het land nog steeds onbedreigd aan de leiding gaan in het eeuwige landenklassement. De huidige wereldkampioen is Servië.

## Erelijst
| Jaar | Plaats            | Goud             | Zilver           | Brons             |
| ---- | ----------------- | ---------------- | ---------------- | ----------------- |
| 1952 | Sovjet-Unie       | Sovjet-Unie      | Polen            | Tsjecho-Slowakije |
| 1956 | Frankrijk         | Sovjet-Unie      | Roemenië         | Polen             |
| 1960 | Brazilië          | Sovjet-Unie      | Japan            | Tsjecho-Slowakije |
| 1962 | Sovjet-Unie       | Japan            | Sovjet-Unie      | Polen             |
| 1967 | Japan             | Japan            | Verenigde Staten | Zuid-Korea        |
| 1970 | Bulgarije         | Sovjet-Unie      | Japan            | Noord-Korea       |
| 1974 | Mexico            | Japan            | Sovjet-Unie      | Zuid-Korea        |
| 1978 | Sovjet-Unie       | Cuba             | Japan            | Sovjet-Unie       |
| 1982 | Peru              | China            | Peru             | Verenigde Staten  |
| 1986 | Tsjecho-Slowakije | China            | Cuba             | Peru              |
| 1990 | China             | Sovjet-Unie      | China            | Verenigde Staten  |
| 1994 | Brazilië          | Cuba             | Brazilië         | Rusland           |
| 1998 | Japan             | Cuba             | China            | Rusland           |
| 2002 | Duitsland         | Italië           | Verenigde Staten | Rusland           |
| 2006 | Japan             | Rusland          | Brazilië         | Servië            |
| 2010 | Japan             | Rusland          | Brazilië         | Japan             |
| 2014 | Italië            | Verenigde Staten | China            | Brazilië          |
| 2018 | Japan             | Servië           | Italië           | China             |
| 2022 | Nederland & Polen | Servië           | Brazilië         | Verenigde Staten  |
| 2025 | nnb               |                  |                  |                   |
| 2027 | nnb               |                  |                  |                   |

## Medaillespiegel
| Plaats | Land              | Goud | Zilver | Brons | Totaal |
| 1      | Sovjet-Unie       | 5    | 2      | 1     | 8      |
| 2      | Japan             | 3    | 3      | 1     | 7      |
| 3      | Cuba              | 3    | 1      | 0     | 4      |
| 4      | China             | 2    | 3      | 1     | 6      |
| 5      | Rusland           | 2    | 0      | 3     | 5      |
| 6      | Servië            | 2    | 0      | 1     | 3      |
| 7      | Verenigde Staten  | 1    | 2      | 3     | 6      |
| 8      | Italië            | 1    | 1      | 0     | 2      |
| 9      | Brazilië          | 0    | 4      | 1     | 5      |
| 10     | Polen             | 0    | 1      | 2     | 3      |
| 11     | Peru              | 0    | 1      | 1     | 2      |
| 12     | Roemenië          | 0    | 1      | 0     | 1      |
| 13     | Tsjecho-Slowakije | 0    | 0      | 2     | 2      |
| 13     | Zuid-Korea        | 0    | 0      | 2     | 2      |
| 15     | Noord-Korea       | 0    | 0      | 1     | 1      |
| Totaal | Totaal            | 19   | 19     | 19    | 57     |